# Eintrageverhalten

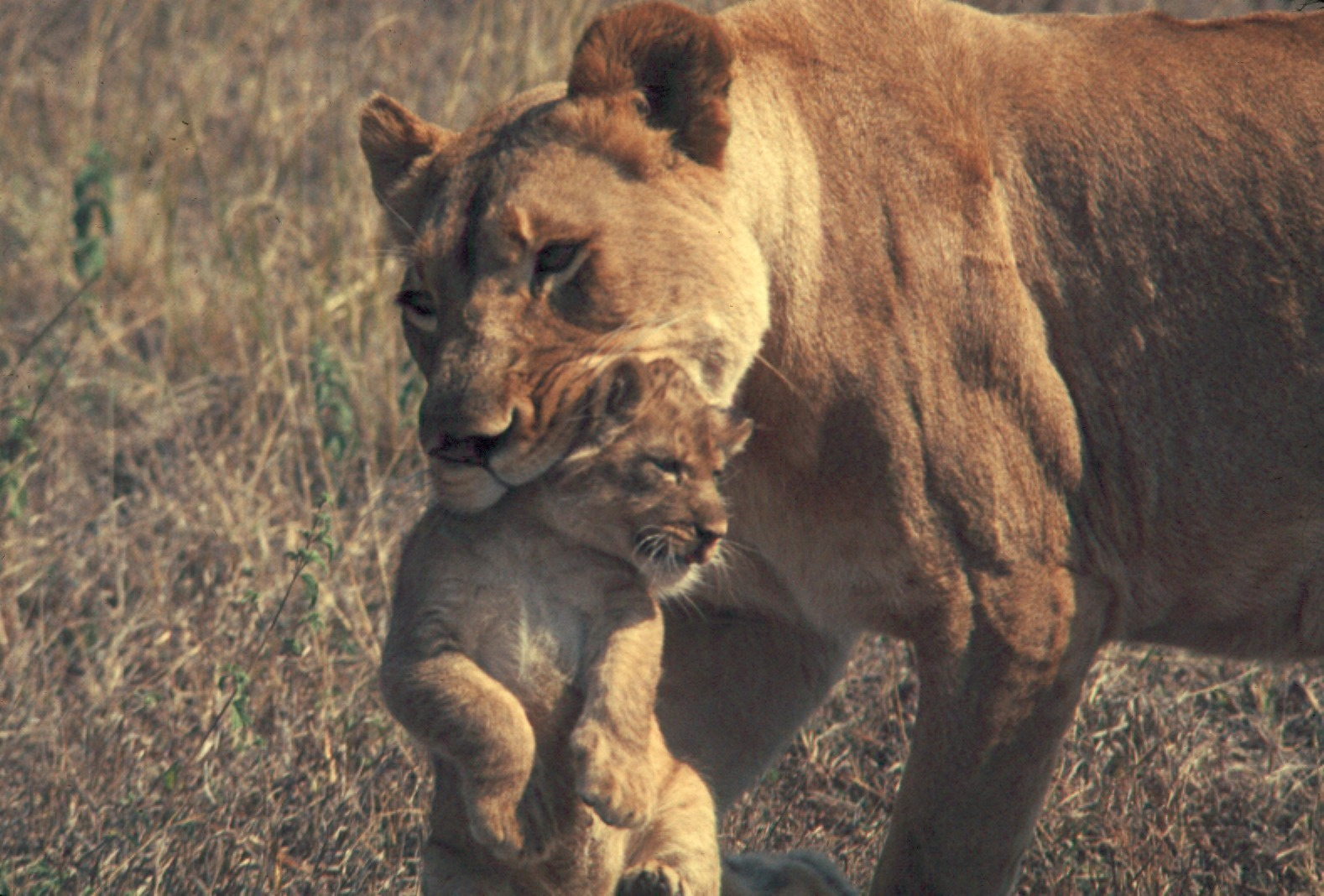
Löwin trägt Nachwuchs in Maul

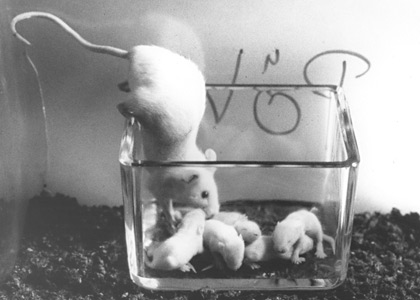
Hausmaus-Weibchen findet aus dem Nest entnommene Jungtiere …

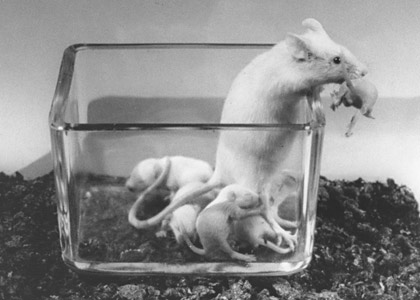
… packt einen dieser Nestlinge …

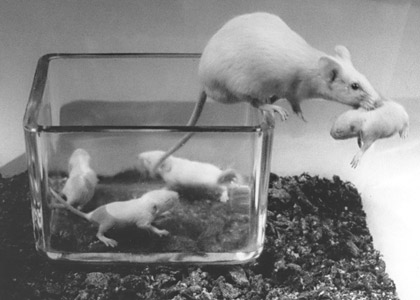
… und bringt ihn zum Nest zurück.

Als Eintrageverhalten (engl.: retrieving, selten auch: retrieval behaviour) wird eine unter Säugetieren weit verbreitete Verhaltensweise aus dem Komplex des Sozialverhaltens bezeichnet, bei dem ein Jungtier von erwachsenen (meist weiblichen) Artgenossen mit dem Maul gepackt und an einen anderen Ort gebracht wird. Beobachten kann man dies unter anderem bei Hunden und Katzen, Meerschweinchen und Goldhamstern, Ratten und Mäusen. Selbst Nilpferden wurde dieses Verhalten zugeschrieben, und auch bei Vögeln wurde es beobachtet. In der Regel verfallen die Jungtiere sofort in eine Tragestarre, sobald sie gepackt wurden; Goldhamster tragen ihre Jungen gelegentlich auch in den Backentaschen ein. „Das Eintragen kann bereits wenige Minuten nach der ersten Geburt bei einer isoliert aufgezogenen Ratte zum erstenmal stattfinden.“
Die Ähnlichkeit, mit der das Eintrageverhalten bei allen dieses Verhalten praktizierenden Tierarten abläuft, ließ die Verhaltensforscher darauf schließen, dass es zweifelsfrei angeboren ist und gemeinsame stammesgeschichtliche Wurzeln hat. Es wurde daher intensiv erforscht, und da es im Experiment jederzeit hervorgerufen werden kann (man muss nur die Nestlinge einer Mäuse- oder Rattenmutter aus dem Nest entnehmen und in eine andere Käfigecke legen), hielt es Einzug in die Biologie-Ausbildung diverser Hochschulen und wurde auf diesem Weg auch ein beliebter Schulversuch. Es gilt heute als das am besten untersuchte mütterliche Verhalten der Ratten und der Hausmäuse.
Während das Eintrageverhalten bei Nagetieren in Käfighaltung mühelos hervorgerufen werden kann, tritt es im Freiland eher selten auf: nämlich vor allem dann, wenn das Nest einer Maus zum Beispiel nach Regenfällen unbrauchbar wird. Die Mutter muss dann an anderer Stelle ein neues Nest bauen und die Jungtiere – eines nach dem anderen – in das neue Nest eintragen. Vergleichbares gilt auch für Wölfe in freier Wildbahn.
Bemerkenswert ist, dass viele Nager fremde arteigene Junge wie die eigenen ins Nest eintragen (also gleichsam adoptieren) und dass sie – auch im Freiland – gelegentlich sogar Nestlinge fremder Arten eintragen; es gibt Berichte, dass Ratten- und selbst Goldhamster-Weibchen Mäusebabys „adoptierten“, also mit ihren eigenen Nestlingen aufzogen. Die Reize oder Reizkombinationen (vergl.: Schlüsselreiz), die das Eintrageverhalten der Nager bewirken, wurden daher als artübergreifende Merkmale bezeichnet: offenbar reagieren nicht nur Menschen auf ein so genanntes Kindchenschema.
Trotz vieler Versuchsanordnungen, die seit Anfang der 1950er-Jahre erprobt wurden, sind diese Reize, die das Eintrageverhalten auslösen, bis heute noch nicht eindeutig entschlüsselt worden; vermutlich ist es der Geruch, denn auch tote Junge werden häufig wie die lebenden eingetragen, so dass Lautäußerungen und Bewegungen als primäre Reize auszuschließen sind.

## Belege
1. ↑  Klaus Immelmann: Wörterbuch der Verhaltensforschung. Verlag Paul Parey, 1982
2. ↑  Otto von Frisch: Wiesenweihe (Circus pygargus) trägt Junge ein. In: Zeitschrift für Tierpsychologie. Band 23, 1966, S. 581–583.
3. ↑  Günter R. Witte: Jungentransport in den Backentaschen beim Syrischen Goldhamster (Mesocricetus auratus Waterhouse, 1939). In: Zeitschrift für Säugetierkunde. Band 36, 1971, S. 216–219, Volltext (PDF).
4. ↑  Daniel S. Lehrman: Mütterliches Fürsorgeverhalten bei Ratten. In: Klaus R. Scherer, Adelheid Stahnke und Paul Winkler: Psychobiologie. Wegweisende Texte der Verhaltensforschung von Darwin bis zur Gegenwart. dtv, München 1987, S. 49, ISBN 3-423-04452-7.
5. ↑  Christine Michard, Pierre Roubertoux: Differences of patterns in pup care in Mus musculus: VI. Uses of segregating generations to dissociate behavioral units in retrieving. In: Journal of comparative Psychology. Band 100, 1986, S. 285–290.
6. ↑  Warren G. Holmes, Paul W. Sherman: Kin recognition in animals. In: American Scientist. Band 71, 1983, S. 46–55.
7. ↑   Hans-Joachim Bischof: Das Brutpflegeverhalten von Laborratten (Rattus norvegicus f. domestica). In: A. W. Stokes et al.: Praktikum der Verhaltensforschung. G. Fischer Verlag, Stuttgart 1978.
8. ↑  Gerti Dücker et al.: Untersuchungen über die Dauer kontinuierlichen Eintrageverhaltens bei Mäusen. In: Behaviour. Band 77, 1981, S. 77–98.
9. ↑  Samuel Anthony Barnett: The rat. A study in behavior. University of Chicago Press, 1975.
10. 1 2  Irenäus Eibl-Eibesfeldt: Das Verhalten der Nagetiere. In: Handbuch der Zoologie. Band 8, 10 (13), 1958, S. 1–88.
11. ↑  Irenäus Eibl-Eibesfeldt: Beiträge zur Biologie der Haus- und der Ährenmaus nebst einigen Beobachtungen an anderen Nagern. In: Zeitschrift für Tierpsychologie. Band 7, 1950, S. 558–587.
12. ↑  Fritz Frank: Adoptionsversuche bei Feldmäusen (Microtus arvalis Pall.). In Zeitschrift für Tierpsychologie. Band 9, Nr. 3, 1952, S. 415–423, doi:10.1111/j.1439-0310.1952.tb01662.x
13. ↑  Frank A. Beach, Julian Jaynes: Studies of maternal retrieving in rats. III. Sensory cues involved in the lactating female's response to her young. In: Behaviour. Band 10, 1956, S. 104–125.